# Jordi Peripatètic
Jordi Peripatètic o Jordi Anepònim (de vegades també apareix com Gregori Anepònim) va ser un escriptor grec autor segons Fabricius de dues obres: Epitome Organi Aristotelici signat per Gregorius Aneponymus i Compendium Philosophicte, on l'autor es diria Georgius Aneponymus. Els dos llibres formarien part d'un únic treball i serien la mateixa obra que el teòleg catòlic Lleó Al·laci descriu amb el títol de Georgii Monachi Epitome Philosophiae.